# Phạm Minh Hạc
Giáo sư, viện sĩ, nhà giáo nhân dân Phạm Minh Hạc (sinh năm 1935) là một nhà nghiên cứu tâm lý học, giá trị học và con người; đồng thời cũng là một công chức thuộc bộ máy nhà nước Việt Nam, ông là nguyên Bộ trưởng Bộ Giáo dục Việt Nam, nguyên Viện trưởng Viện Khoa học Giáo dục Việt Nam.

## Tiểu sử
Phạm Minh Hạc sinh năm 1935 tại Đông Mỹ, Thanh Trì, Hà Nội.
Năm 1954, ông tốt nghiệp trường THPT Nguyễn Thượng Hiền tại Liên khu 3, sau đó theo học trường Đại học Văn khoa Hà Nội trong các năm 1954-55. Năm 1962, ông tốt nghiệp ngành tâm lý học tại Đại học Tổng hợp Moskva; cũng tại đại học này, năm 1971, ông hoàn thành luận án tiến sĩ "Cơ chế não của trí nhớ", năm 1977, ông hoàn thành luận án tiến sĩ khoa học "Hành vi và hoạt động". Ông được Đại học Tổng hợp Moskva phong làm giáo sư tâm lý học vào năm 1984 và được Viện Hàn lâm Khoa học chính trị Nga công nhận là viện sĩ vào năm 1999.
Song hành với hoạt động nghiên cứu, ông tham gia giảng dạy và quản lý tại Đại học Sư phạm Hà Nội vào các năm 1971-72. Năm 1977-81, ông chuyển sang làm việc tại Viện Khoa học giáo dục (thuộc Bộ Giáo dục) với chức danh phó trưởng ban và trưởng ban Tâm lý học. Năm 1980, ông được thăng chức làm phó viện trưởng và từ năm 1981-87 là viện trưởng.
Các năm 1987-90, ông được bầu giữ chức Bộ trưởng Bộ Giáo dục thay bà Nguyễn Thị Bình. Sau đó tiếp tục đảm nhiệm chức vụ thứ trưởng thường trực dưới quyền bộ trưởng kế nhiệm Trần Hồng Quân.
Trong các năm 1991-2005, ông tham gia chủ nhiệm nhiều chương trình khoa học cấp nhà nước, cũng trong khoảng thời gian này, ông tham gia thành lập và là viện trưởng đầu tiên của Viện Nghiên cứu Con người (1999-2007, thuộc Viện Khoa học Xã hội Việt Nam).

## Sự nghiệp khoa học
Trong sự nghiệp hoạt động nghiên cứu của mình (1970-2007), Phạm Minh Hạc đã xuất bản 18 cuốn sách với tư cách là tác giả và 40 cuốn sách với tư cách là đồng tác giả, chủ biên, đồng chủ biên về các đề tài tâm lý học, giáo dục học, nghiên cứu con người, giá trị học; trong đó có một cuốn xuất bản tiếng Nga tại Moskva, 3 cuốn bằng tiếng Anh tại Hà Nội và một cuốn bằng tiếng Pháp. Song song với đó, ông là tác giả của hơn 100 bài báo khoa học, phổ biến khoa học được đăng trên các tạp chí, báo trong và ngoài nước.

## Giải thưởng
Ông đã được Nhà nước Việt Nam tặng thưởng các huân, huy chương sau:
 Huân chương Độc lập hạng Nhất 
 Huân chương Lao động hạng Nhất 
Huy chương Kháng chiến hạng Nhì 